# شییه
شییه (به سوئدی: Skee) یک منطقهٔ مسکونی در سوئد است که در بخش استرمستاد واقع شده‌است. شییه ۱٫۱۲ کیلومتر مربع مساحت و ۵۸۳ نفر جمعیت دارد.